# Olympische Sommerspiele 1908/Leichtathletik
| Programmheft der Olympischen Spiele 1908               | Programmheft der Olympischen Spiele 1908               | Programmheft der Olympischen Spiele 1908               | Programmheft der Olympischen Spiele 1908               | Programmheft der Olympischen Spiele 1908               | Programmheft der Olympischen Spiele 1908               |
| Olympische Spiele 1908 Medaillenspiegel Leichtathletik | Olympische Spiele 1908 Medaillenspiegel Leichtathletik | Olympische Spiele 1908 Medaillenspiegel Leichtathletik | Olympische Spiele 1908 Medaillenspiegel Leichtathletik | Olympische Spiele 1908 Medaillenspiegel Leichtathletik | Olympische Spiele 1908 Medaillenspiegel Leichtathletik |
| Platz                                                  | Mannschaft                                             | Goldmedaillen                                          | Silbermedaillen                                        | Bronzemedaillen                                        | Total                                                  |
| ------------------------------------------------------ | ------------------------------------------------------ | ------------------------------------------------------ | ------------------------------------------------------ | ------------------------------------------------------ | ------------------------------------------------------ |
| 1                                                      | USA                                                    | 16                                                     | 10                                                     | 8                                                      | 34                                                     |
| 2                                                      | Großbritannien                                         | 7                                                      | 7                                                      | 3                                                      | 17                                                     |
| 3                                                      | Schweden                                               | 2                                                      | –                                                      | 3                                                      | 5                                                      |
| 4                                                      | Kanada                                                 | 1                                                      | 1                                                      | 4                                                      | 6                                                      |
| 5                                                      | Südafrika                                              | 1                                                      | 1                                                      | –                                                      | 2                                                      |
| 6                                                      | Griechenland                                           | –                                                      | 3                                                      | –                                                      | 3                                                      |
| 7                                                      | Norwegen                                               | –                                                      | 1                                                      | 2                                                      | 3                                                      |
| 8                                                      | Deutschland                                            | –                                                      | 1                                                      | 1                                                      | 2                                                      |
| 8                                                      | Frankreich                                             | –                                                      | 1                                                      | 1                                                      | 2                                                      |
| 8                                                      | Ungarn                                                 | –                                                      | 1                                                      | 1                                                      | 2                                                      |
| 11                                                     | Königreich Italien                                     | –                                                      | 1                                                      | –                                                      | 1                                                      |
| 12                                                     | Australasien                                           | –                                                      | –                                                      | 1                                                      | 1                                                      |
| 12                                                     | Finnland                                               | –                                                      | –                                                      | 1                                                      | 1                                                      |

Bei den IV. Olympischen Spielen 1908 in London fanden 26 Wettkämpfe in der Leichtathletik statt. Austragungsort war das White City Stadium, der Marathonlauf wurde am Windsor Castle gestartet.

## Besonderheiten bei der Medaillenvergabe
Im Stabhochsprung wurden zwei Gold-, keine Silber- und drei Bronzemedaillen vergeben, im 400-Meter-Lauf alleine eine Goldmedaille und kein weiteres Edelmetall. Im Hochsprung gab es drei Silber-, im Standhochsprung zwei Silbermedaillen und jeweils keine Bronzemedaille. Insgesamt wurden 79 Medaillen vergeben, 27-mal Gold, 27-mal Silber und 25-mal Bronze.

## Teilnehmer
In den meisten Wettkämpfen konnte jede Nation bis zu zwölf Teilnehmer anmelden. In der Staffel und beim 3-Meilen-Mannschaftsrennen wurde pro Land jeweils eine Mannschaft zugelassen, beim Staffellauf waren bis zu vier Ersatzläufer gestattet. Im Teamrennen über die Langstrecke gingen je fünf Athleten pro Nation an den Start, wobei nur die ersten drei gewertet wurden.
Zugelassen waren wie schon bei den drei Spielen zuvor nur Männer. Frauen konnten erst ab 1928 teilnehmen.

## Wettbewerbe
Im Wettkampfangebot gab es wieder eine Reihe von Änderungen.
- Aus dem Programm genommen wurden folgende Disziplinen: 60-Meter-Lauf, 200-Meter-Hürdenlauf, Standdreisprung, Gewichtweitwurf, Dreikampf, Zehnkampf. Vorübergehend gab es also keinen Mehrkampf mehr. Dieser wurde jedoch 1912 wieder aufgenommen.
- Neu ins Programm kamen: 5-Meilen-Lauf (8047 m) – erste Einzellangstrecke auf der Bahn, olympische Staffel (2 × 200 m, 1 × 400 m, 1 × 800 m) – eine erste Staffel überhaupt, 3500-Meter-Gehen, 10-Meilen-Gehen (16.093 m) – die beiden ersten Gehwettbewerbe, Speerwurf – und zwar gleich mit zwei Varianten: Mittelgriff sowie freier Griff. Im Diskuswurf kam einmalig bei Olympischen Spielen ein sogenannter griechischer Stil zur Austragung – Näheres dazu in der Disziplinbeschreibung unten.
- Der Hindernislauf wurde über eine Streckenlänge von 3200 Metern ausgetragen, der Mannschaftslauf über 3 Meilen (4828 m).

Die Wettkämpfe standen ausschließlich Amateuren offen und wurden gemäß den Bestimmungen der Amateur Athletic Association, dem damaligen britischen Leichtathletikverband, durchgeführt. Zu diesen Bestimmungen gehörte das Verbot, einen anderen Läufer zu behindern – eine Regel, die beim 400-Meter-Lauf eine wichtige Rolle spielen sollte.

## Sportliche Erfolge
Die Nationenwertung nahm nach dem völlig einseitigen Ausgang bei den Olympischen Spielen 1904 wieder ein schon etwas gewohntes Bild an. Mit sechzehn Goldmedaillen lag die USA sehr deutlich vorn. Aber immerhin konnten die Briten sieben Olympiasiege erringen. Goldmedaillen gab es darüber hinaus nur noch für Schweden (2), Kanada (1) und Südafrika (1).
- Erfolgreichster Teilnehmer war der US-Amerikaner Mel Sheppard. Er gewann beide Mittelstrecken und war Schlussläufer der siegreichen olympischen Staffel.
- Vier zweifache Olympiasieger gab es in London:
  - Martin Sheridan, USA – Gold in beiden Diskuswurfwettbewerben, dazu noch Bronze im Standweitsprung
  - George Larner, Großbritannien – Gold in beiden Wettbewerben im Gehen
  - Ray Ewry, USA – Gold in beiden Wettbewerben im Standspringen
  - Eric Lemming, Schweden – Gold in beiden Wettbewerbe im Speerwurf.
- Mit Raymond Ewry beendete ein herausragender Sportler seine olympische Karriere als Spezialist für alle Standsprungwettbewerbe. Er gewann hier in London seine insgesamt siebte und achte Goldmedaille, die er bei drei Olympischen Spielen seit 1900 errungen hatte. Er entschied sämtliche Standsprungkonkurrenzen, die bisher jemals bei Olympischen Spielen ausgetragen worden waren, für sich. In seiner Jugend war er von Kinderlähmung betroffen, war auf einen Rollstuhl angewiesen und hatte zur Überwindung dieser Erkrankung seine Beinmuskulatur trainiert, was schließlich mit zu seinen großen Erfolgen beitrug.
- Der US-Amerikaner John Flanagan errang seine dritte Hammerwurfgoldmedaille hintereinander und hatte damit sämtliche olympische Hammerwurfkonkurrenzen gewonnen, seitdem diese Disziplin im Jahr 1900 ins olympische Programm gekommen war.

## Resultate

### 100 m
| Platz | Athlet        | Land | Zeit (s)         |
| ----- | ------------- | ---- | ---------------- |
| 1     | Reggie Walker | RSA  | 010,8 ORe000000  |
| 2     | James Rector  | USA  | 10,8 (geschätzt) |
| 3     | Robert Kerr   | CAN  | 11,0 (geschätzt) |
| 4     | Nate Cartmell | USA  | 11,2 (geschätzt) |

Datum: 20. bis 22. Juli
Am Start waren sechzig Läufer aus sechzehn Ländern. In siebzehn Vorläufen wurden die Teilnehmer der Zwischenläufe ermittelt. Dabei schied unter anderem der schwedische Weltrekordhalter Knut Lindberg aus. Die jeweiligen Sieger der vier Zwischenläufe qualifizierten sich für das Finale.

Dort legte der Südafrikaner Reggie Walker einen Blitzstart hin. Der US-Amerikaner James Rector konnte bei Hälfte der Distanz zu ihm aufschließen und es schien, als könne er Walker überholen. Doch Walker konterte diesen Angriff, zog davon und gewann mit einer Zehntelsekunde Vorsprung – Walkers eigentliche Zeit betrug 10,7 s, wurde nach den damaligen Bestimmungen jedoch offiziell auf 10,8 s aufgerundet. Eine ähnlich knappe Entscheidung gab es beim Kampf um die Bronzemedaille, den der Kanadier Robert Kerr mit wenigen Zentimetern Vorsprung vor dem US-Amerikaner Nate Cartmell für sich entschied.

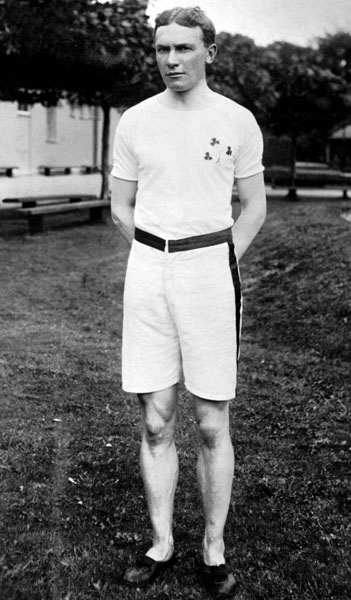
Robert Kerr – Gold über 200 Meter nach Bronze über 100 Meter am Tag zuvor

### 200 m
| Platz | Athlet          | Land | Zeit (s) |
| ----- | --------------- | ---- | -------- |
| 1     | Robert Kerr     | CAN  | 22,6     |
| 2     | Robert Cloughen | USA  | 22,6     |
| 3     | Nate Cartmell   | USA  | 22,7     |
| 4     | George Hawkins  | GBR  | 22,8     |

Datum: 21. bis 23. Juli
An diesem Wettbewerb nahmen 43 Läufer aus fünfzehn Ländern teil. Vorgesehen waren fünfzehn Vorläufe, in zweien davon gab es jeweils nur einen einzigen Läufer, da die anderen ihre Anmeldung zurückgezogen hatten. Die Vorlaufsieger traten in vier Zwischenläufen gegeneinander an, deren Gewinner sich für das Finale qualifizierten.

Der Kanadier Robert Kerr konnte nach einem schnellen Kurvenlauf seinen knappen Vorsprung bis ins Ziel retten und gewann überraschend die Goldmedaille. Der US-Amerikaner Cloughen hatte sich mit einem Hechtsprung über die Ziellinie geworfen, verfehlte den Sieg jedoch um wenige Zentimeter.

### 400 m

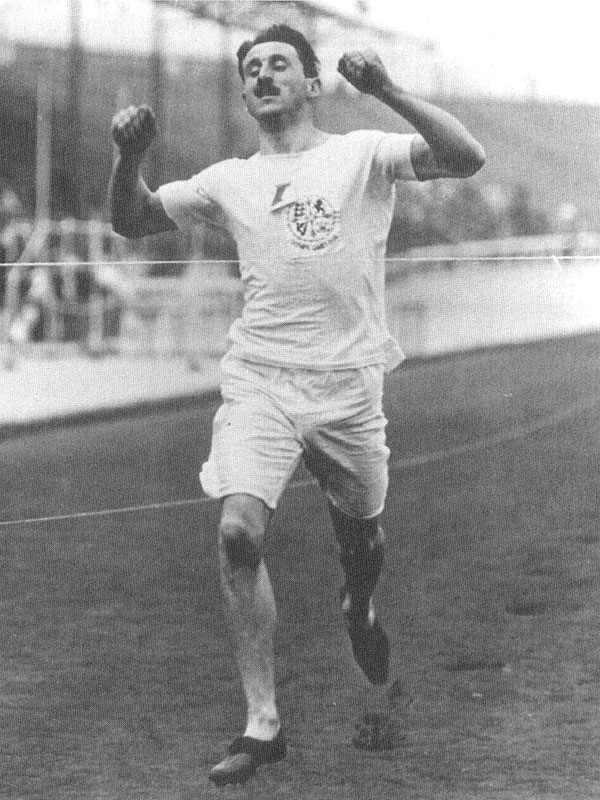
Olympiasieger im Alleingang: Wyndham Halswelle

| Platz | Athlet            | Land | Zeit (s)                        |
| ----- | ----------------- | ---- | ------------------------------- |
| 1     | Wyndham Halswelle | GBR  | 50,0                            |
| DSQ   | John Carpenter    | USA  | Behinderung seines Kontrahenten |
| DNS   | William Robbins   | USA  |                                 |
| DNS   | John Taylor       | USA  |                                 |

Datum: 20. bis 23. und 25. Juli
Es traten 36 Läufer aus elf Ländern zu diesem Wettbewerb an. Vorgesehen waren sechzehn Vorläufe; in einem von ihnen war überhaupt kein Läufer erschienen und in einem zweiten war nur ein Athlet am Start. Die Vorlaufsieger traten in vier Zwischenläufen gegeneinander an, bei denen jeweils der Schnellste sich für das Finale qualifizierte.
Das Finale des 400-Meter-Laufs am 23. Juli gehört zu den umstrittensten Ereignissen der olympischen Geschichte. Eingangs der Zielgerade führte der US-Amerikaner William Robbins, wurde aber von seinem Landsmann John Carpenter und vom Briten Wyndham Halswelle überholt. Carpenter drängte Halswelle nun heftig nach außen und kam als Erster ins Ziel. Nach amerikanischen Regeln war dies erlaubt, doch die maßgeblichen britischen Regeln sahen ein striktes Behinderungsverbot vor. Nach heftigen Diskussionen und einer Verhandlung am Abend wurde Carpenter disqualifiziert.
Das Finale wurde zwei Tage später neu angesetzt, diesmal war die Strecke mit vier einzelnen Bahnen markiert. Doch die beiden US-Amerikaner William Robbins und John Taylor solidarisierten sich mit ihrem disqualifizierten Landsmann Carpenter und verzichteten auf den Start, um gegen den Entscheid der Jury zu protestieren. Somit war Halswelle der einzige Teilnehmer, lief in lockeren 50,0 s ins Ziel und erhielt die Goldmedaille. Die Silber- und Bronzemedaille wurde nicht vergeben.

### 800 m
| Platz | Athlet                 | Land | Zeit (min) |
| ----- | ---------------------- | ---- | ---------- |
| 1     | Mel Sheppard           | USA  | 1:52,8 WR  |
| 2     | Emilio Lunghi          | ITA  | 1:54,2000  |
| 3     | Hanns Braun            | GER  | 1:55,2000  |
| 4     | Ödön Bodor             | HUN  | 1:55,4000  |
| 5     | Theodore Just          | GBR  | 1:56,4000  |
| 6     | John Halstead          | USA  | k. A.000   |
|       | Clarke Beard           | USA  | DNF000     |
|       | Ivo Fairbairn-Crawford | GBR  | DNF000     |

Datum: 20. und 21. Juli
Für diesen Wettbewerb hatten sich 38 oder 39 Läufer aus elf Ländern gemeldet. Es gab acht Vorläufe, deren Sieger sich direkt für das Finale qualifizierten. Die US-amerikanische Delegation hatte erfolgreich dagegen protestiert, dass ihre stärksten Läufer – Mel Sheppard und John Halstead – bereits im Vorlauf aufeinander trafen.

Im Finale führte zunächst der Brite Ivo Fairbairn-Crawford; er hatte sich dabei aber so verausgabt, dass er das Rennen am Ende der ersten Runde aufgeben musste. Sheppard ging an die Spitze, schüttelte seine Verfolger ab und baute seinen Vorsprung kontinuierlich aus. Er gewann die Goldmedaille und unterbot James Lightbodys olympischen Rekord um 3,2 Sekunden. Gleichzeitig war dies ein neuer Weltrekord. Im Kampf um Platz drei fing Hanns Braun den stark abbauenden Theodore Just ab und wehrte den Schlussangriff durch Ödön Bodor ab.

### 1500 m

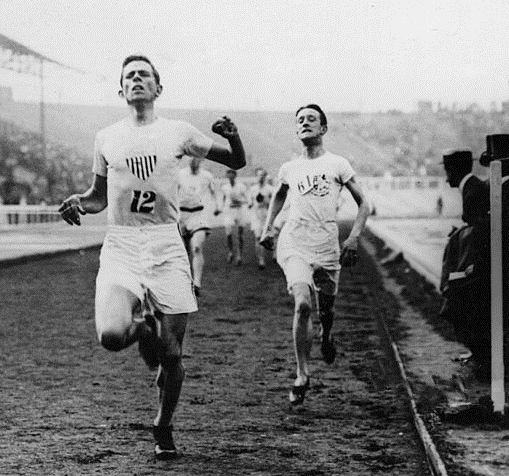
Finaleinlauf mit Melvin Sheppard an der Spitze als Olympiasieger

| Platz | Athlet                 | Land | Zeit (min) |
| ----- | ---------------------- | ---- | ---------- |
| 1     | Mel Sheppard           | USA  | 4:03,4 ORe |
| 2     | Harold Wilson          | GBR  | 4:03,60000 |
| 3     | Norman Hallows         | GBR  | 4:04,00000 |
| 4     | John Tait              | CAN  | 4:06,80000 |
| 5     | Ivo Fairbairn-Crawford | GBR  | 4:07,60000 |
| 6     | Joe Deakin             | GBR  | 4:07,90000 |
| DNF   | James Sullivan         | USA  |            |
| DNF   | Ernest Loney           | GBR  |            |

Datum: 13. und 14. Juli
44 Läufer aus fünfzehn Ländern nahmen an diesem Wettbewerb teil. In den Vorläufen qualifizierten sich jeweils die Sieger für das Finale. Diese Regelung hatte zur Folge, dass der Italiener Emilio Lunghi mit 4:03,8 min ausschied. Seine Zeit hätte im Finale für eine Medaille gereicht, doch Lunghi war in seinem Halbfinale lediglich Zweiter hinter Norman Hallows gewesen. Für seine Leistung erhielt Lunghi immerhin ein Ehrendiplom und gewann eine Woche später über 800 Meter die Silbermedaille.

Auf den ersten fünfhundert Metern des Finallaufs führte Ivo Fairbairn-Crawford, der jedoch zurückfiel. Eine Dreiergruppe, bestehend aus Harold Wilson, Norman Hallows und Mel Sheppard, übernahm die Spitze. Bis wenige Meter vor dem Ziel führte Weltrekordler Wilson, bevor ihn Sheppard mit seinem Schlussspurt noch abfing. Auch Hallows hatte nur geringen Rückstand auf Wilson und setzte sich gegenüber einer zweiten Dreiergruppe, in der außer ihm noch der Kanadier John Tait und Ivo Fairbairn-Crawford liefen, im Kampf um Bronze klar durch. Mel Sheppard egalisierte den von Hallows im Halbfinale aufgestellten olympischen Rekord und gewann seine erste Goldmedaille dieser Spiele.

### 5 Meilen (8047 m)
| Platz | Athlet            | Land | Zeit (min) |
| ----- | ----------------- | ---- | ---------- |
| 1     | Emil Voigt        | GBR  | 25:11,2 OR |
| 2     | Edward Owen       | GBR  | 25:24,0000 |
| 3     | John Svanberg     | SWE  | 25:37,2000 |
| 4     | Charles Hefferon  | RSA  | 25:44,0000 |
| 5     | Archie Robertson  | GBR  | 26:13,0000 |
| 6     | Frederick Meadows | CAN  | k. A.000   |
| 7     | John Fitzgerald   | CAN  | k. A.000   |
| 8     | Frederick Bellars | USA  | k. A.000   |

Datum: 15. und 18. Juli

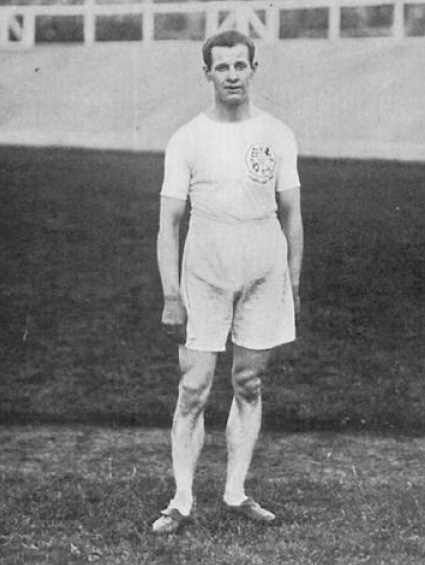
Olympiasieger Emil Voigt

Für diesen Wettbewerb waren 35 Läufer aus vierzehn Ländern gemeldet. Die Qualifikation für das Finale erfolgte in sechs Halbfinalläufen. Deren Sieger sowie die vier schnellsten Zweitplatzierten kamen ins Finale.

Während des Finallaufs gab es mehrmals Wechsel an der Spitze. Nach der ersten Meile führte Edward Owen mit einer Zwischenzeit von 4:46,2 min. Danach übernahm der Südafrikaner Charles Hefferon die Führung. Er passierte die 2-Meilen-Marke in 9:54,2 min und die 3-Meilen-Marke nach 15:05,6 min. Nach vier Meilen lag der Schwede John Svanberg mit einer Zeit von 20:19,2 min vorne. Der Brite Emil Voigt hatte sich bis dahin taktisch geschickt im Hintergrund gehalten, sprintete siebenhundert Meter vor dem Ziel jedoch nach vorne, überholte seine Konkurrenten und gewann schließlich mit über zwölf Sekunden Vorsprung.

### Marathon
| Platz | Athlet            | Land | Zeit (h)     |
| ----- | ----------------- | ---- | ------------ |
| 1     | John Hayes        | USA  | 2:55:18,4 OR |
| 2     | Charles Hefferon  | RSA  | 2:56:06,0000 |
| 3     | Joseph Forshaw    | USA  | 2:57:10,4000 |
| 4     | Alton Welton      | USA  | 2:59:44,4000 |
| 5     | William Wood      | CAN  | 3:01:44,0000 |
| 6     | Frederick Simpson | CAN  | 3:04:28,2000 |
| 7     | Harry Lawson      | CAN  | 3:06:47,2000 |
| 8     | John Svanberg     | SWE  | 3:07:50,8000 |

Datum: 24. Juli

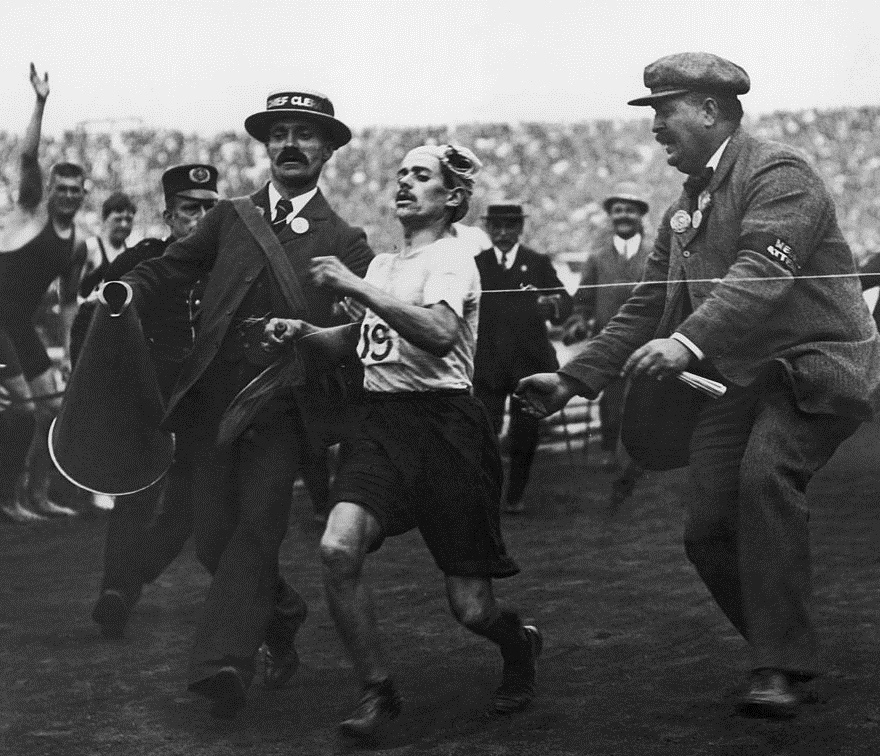
Der völlig entkräftete Dorando Pietri wurde von Ärzten und Kampfrichtern über die Ziellinie geschoben

Zum Marathonlauf hatten sich 56 Läufer aus sechzehn Ländern angemeldet. Es war die erste Veranstaltung über die heute übliche Distanz von 42,195 Kilometern. In den Jahren zuvor waren die Läufe in der Regel über 25 Meilen oder 40 km ausgetragen worden. So wurde zunächst auch vom White City Stadium eine Strecke von 25 Meilen Länge vermessen. Diese reichte aber nur bis zur Barnespool-Brücke in Eton. Da aber schon zuvor das Schloss Windsor als Startpunkt festgelegt worden war, musste die Distanz um exakt eine Meile verlängert werden. So wäre unter Beibehaltung der Streckenlänge das Rennen allerdings am Stadioneingang zu Ende gewesen. Bis zum Ziel vor der königlichen Loge mussten deshalb noch 385 Yards hinzugefügt werden. Daraus ergaben sich 42,195 km. Als sich in den Folgejahren immer mehr Marathonveranstaltungen die Londoner Streckenlänge übernommen hatten, beschloss die IAAF im Mai 1921, diese offiziell in den Regeln festzuschreiben.
Auf ein Zeichen von Kronprinzessin Maria von Teck hin feuerte OK-Präsident Lord Desborough um 14:30 Uhr den Startschuss ab. Der Lauf fand bei Sonnenschein und hohen Temperaturen statt. Nach der fünften Meile führte eine Sechsergruppe mit vier Briten, dem Italiener Dorando Pietri und dem Südafrikaner Charles Hefferon. Doch diese Gruppe war das Rennen viel zu schnell angegangen und fiel nach und nach auseinander. An der Spitze baute Hefferon seinen Vorsprung kontinuierlich aus und lag nach zwanzig Meilen (32,2 km) 3:52 min vor Pietri. Doch Pietri beschleunigte plötzlich – was den Verdacht aufkommen lässt, dass er mit Strychninsulfat gedopt war. Hefferon brach nach 22 Meilen (35,4 km) unerwartet ein, wurde von Pietri bei Meile 25 und wenig später auch von John Hayes überholt.
Mit großem Vorsprung kam Pietri im vollbesetzten White City Stadium an, nur noch eine halbe Stadionrunde trennte ihn vom sicheren Olympiasieg. Aber er hatte sich völlig verausgabt, war benommen und bog zunächst in die falsche Richtung ab. Als die Kampfrichter ihm den richtigen Weg zum Ziel wiesen, brach Pietri völlig entkräftet zusammen. Er konnte sich wieder aufrappeln, fiel jedoch auf den letzten 350 Metern weitere dreimal zu Boden. Zehn Meter vor dem Ziel brach er zum fünften Mal zusammen, woraufhin er von einigen Mitleid empfindenden Ärzten und Kampfrichtern über die Ziellinie geschoben wurde. 32 Sekunden nach Pietri traf auch Hayes im Ziel ein.

Pietri musste aufgrund der unerlaubten Hilfestellung disqualifiziert werden, erhielt aber am darauf folgenden Tag von Königin Alexandra von Dänemark für seine Leistung einen Goldpokal. Olympiasieger John Hayes, dem weitaus weniger Aufmerksamkeit zuteilgeworden war, wurde von seinen amerikanischen Teamkollegen auf einen Tisch gesetzt und jubelnd um das Stadion getragen.
Der Sherlock-Holmes-Autor Arthur Conan Doyle schrieb für die Zeitung Daily Mail einen ausführlichen und emotionalen Bericht über dieses Ereignis, der viel dazu beitrug, die Geschichte von Dorando Pietri bekannt zu machen. Gleichzeitig rief Doyle zu Spenden für den Italiener auf. Doyles großes Engagement ist wahrscheinlich der Grund für die weit verbreitete Legende, er selbst habe Pietri über die Ziellinie geholfen.

### 110 m Hürden
| Platz | Athlet           | Land | Zeit (s) |
| ----- | ---------------- | ---- | -------- |
| 1     | Forrest Smithson | USA  | 15,0 WR  |
| 2     | John Garrels     | USA  | 15,7000  |
| 3     | Arthur Shaw      | USA  | 15,8000  |
| 4     | William Rand     | USA  | 16,0000  |

Datum: 23. bis 25. Juli

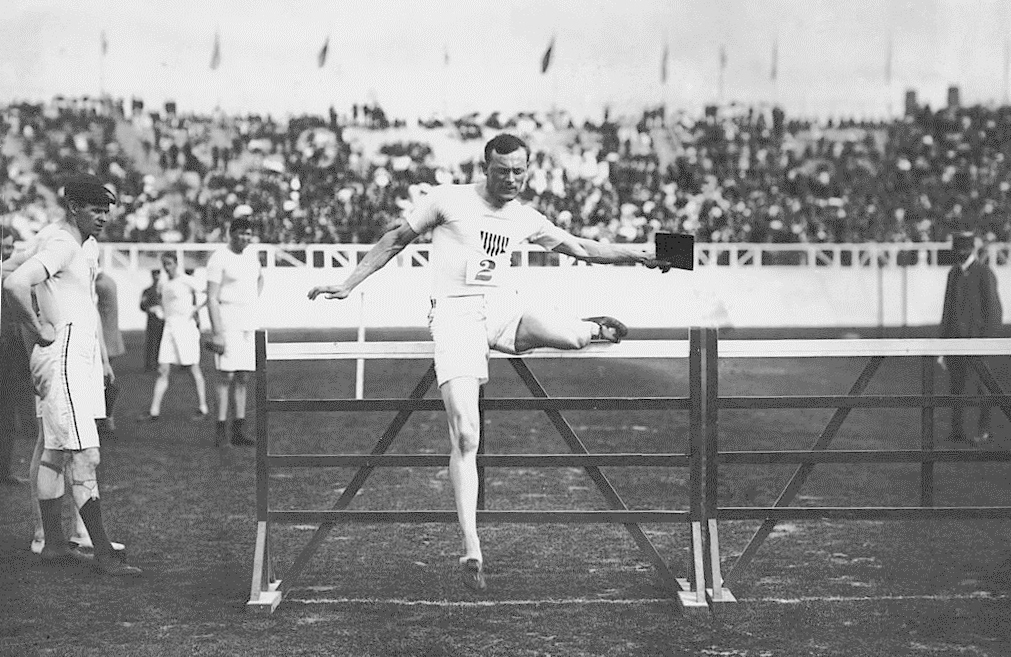
Olympiasieger Forrest Smithson – hier in einem gestellten Foto mit Buch in der Hand

An diesem Wettbewerb nahmen 25 Läufer aus zehn Ländern teil. Die Sieger der vierzehn Vorläufe bestritten die vier Halbfinalläufe. In diesen wurden die vier Finalplätze vergeben. Sämtliche Rennen wurden nicht wie heute üblich auf der Bahn ausgetragen, sondern auf Gras. Die Anzahl der Hürden sowie deren Höhe und Abstände entsprachen jedoch dem heutigen Regelwerk.

Überlegener Sieger des Finallaufs wurde Forrest Smithson, der den bisherigen Weltrekord der drei US-Amerikaner Alvin Kraenzlein, John Garrels und Arthur Shaw deutlich unterbot. Die später weit verbreitete Legende, er habe das Rennen mit einer Bibel in der linken Hand bestritten, um gegen die Austragung an einem Sonntag zu protestieren, ist nachweislich falsch. Erstens gab es am Sonntag überhaupt keine Wettkämpfe, und zweitens zeigt das im offiziellen Bericht abgebildete Foto eine nach dem Rennen gestellte Szene.

### 400 m Hürden
| Platz | Athlet        | Land | Zeit (s) |
| ----- | ------------- | ---- | -------- |
| 1     | Charles Bacon | USA  | 55,0 WR  |
| 2     | Harry Hillman | USA  | 55,3000  |
| 3     | Jimmy Tremeer | GBR  | 57,0000  |
| 4     | Leslie Burton | GBR  | 58,0000  |

Datum: 20. bis 22. Juli

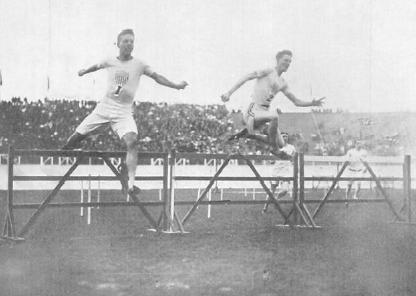
Charles Bacon und Harry Hillman kurz vor dem Zieleinlauf des 400-m-Hürden-Finales

Wie unsinnig die Praxis war, bereits nach Eingang der Anmeldungen die Auslosung der Vorläufe vorzunehmen, zeigt sich bei diesem Wettbewerb. Vorgesehen waren vierzehn Vorläufe, doch es waren nur fünfzehn Läufer aus sechs Ländern am Start. In sieben Läufen gab es nur einen einzigen Teilnehmer, zu einem Lauf war sogar überhaupt niemand erschienen. Echte Ausscheidungen gab es deshalb nur in vier Vorläufen.

Die Vorlaufsieger ermittelten in vier Halbfinalrennen die vier Finalteilnehmer. Dort trafen zwei Briten und zwei US-Amerikaner aufeinander. Nach etwa der Hälfte der Distanz war klar, dass die Amerikaner den Sieg unter sich ausmachen würden. Auf der Zielgeraden zog Charles Bacon davon und gewann den Lauf mit neuem Weltrekord vor seinem Vorgänger Harry Hillman. Nach heute geltenden Regeln wäre er eigentlich disqualifiziert worden, da er eine Hürde auf einer falschen Bahn überquert hatte. Allerdings stellten die Kampfrichter fest, dass er dadurch sogar eine längere Strecke zurückgelegt hatte und so keinen Vorteil hatte.

### 3200 m Hindernis
| Platz | Athlet            | Land | Zeit (min)  |
| ----- | ----------------- | ---- | ----------- |
| 1     | Arthur Russell    | GBR  | 10:47,8 WBL |
| 2     | Arthur Robertson  | GBR  | 10:48,40000 |
| 3     | John Eisele       | USA  | 11:00,80000 |
| 4     | Guy Holdaway      | GBR  | k. A.0000   |
| 5     | Harry Sewell      | GBR  | k. A.0000   |
| 6     | William Galbraith | CAN  | k. A.0000   |

Datum: 17. und 18. Juli

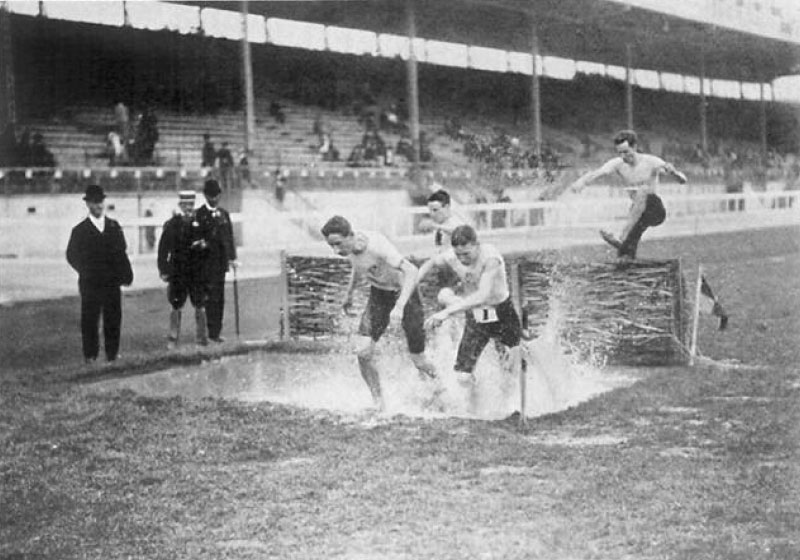
Die Hindernisläufer beim Überqueren des Wassergrabens

Zwar steht der Hindernislauf bereits seit 1900 mit unterschiedlichen Streckenlängen und verschiedenen Hindernissen auf dem olympischen Programm, doch die heute übliche Länge von 3000 Metern wurde erst 1920 als Standard eingeführt. In London ging das Rennen erst- und auch letztmals über eine Distanz von 3200 Metern, was ungefähr den damals in Großbritannien üblichen 2-Meilen-Rennen entsprach. Für diesen Wettbewerb waren 24 Läufer aus sechs Ländern gemeldet. In sechs Vorläufen wurden die Finalteilnehmer ermittelt.

Im Finale führte zunächst Guy Holdaway, musste aber bald William Galbraith und Arthur Russell ziehen lassen. Nach der Hälfte der Distanz fiel Galbraith zurück, während John Eisele zu dem an der Spitze liegenden Russell aufschließen konnte. Zu Beginn der letzten Runde zog Arthur Robertson an Eisele vorbei, doch er erreichte Russell nicht mehr.

### Olympische Staffel
| Platz | Land            | Athleten                                                                        | Zeit (min) |
| ----- | --------------- | ------------------------------------------------------------------------------- | ---------- |
| 1     | USA             | William Hamilton Nate Cartmell John Taylor Mel Sheppard                         | 3:29,4     |
| 2     | Deutsches Reich | Arthur Hoffmann Hans Eicke Otto Trieloff Hanns Braun                            | 3:32,4     |
| 3     | Ungarn          | Pál Simon Frigyes Mezei József Nagy Ödön Bodor im Vorlauf außerdem: Vilmos Rácz | 3:32,5     |

Datum: 25. Juli

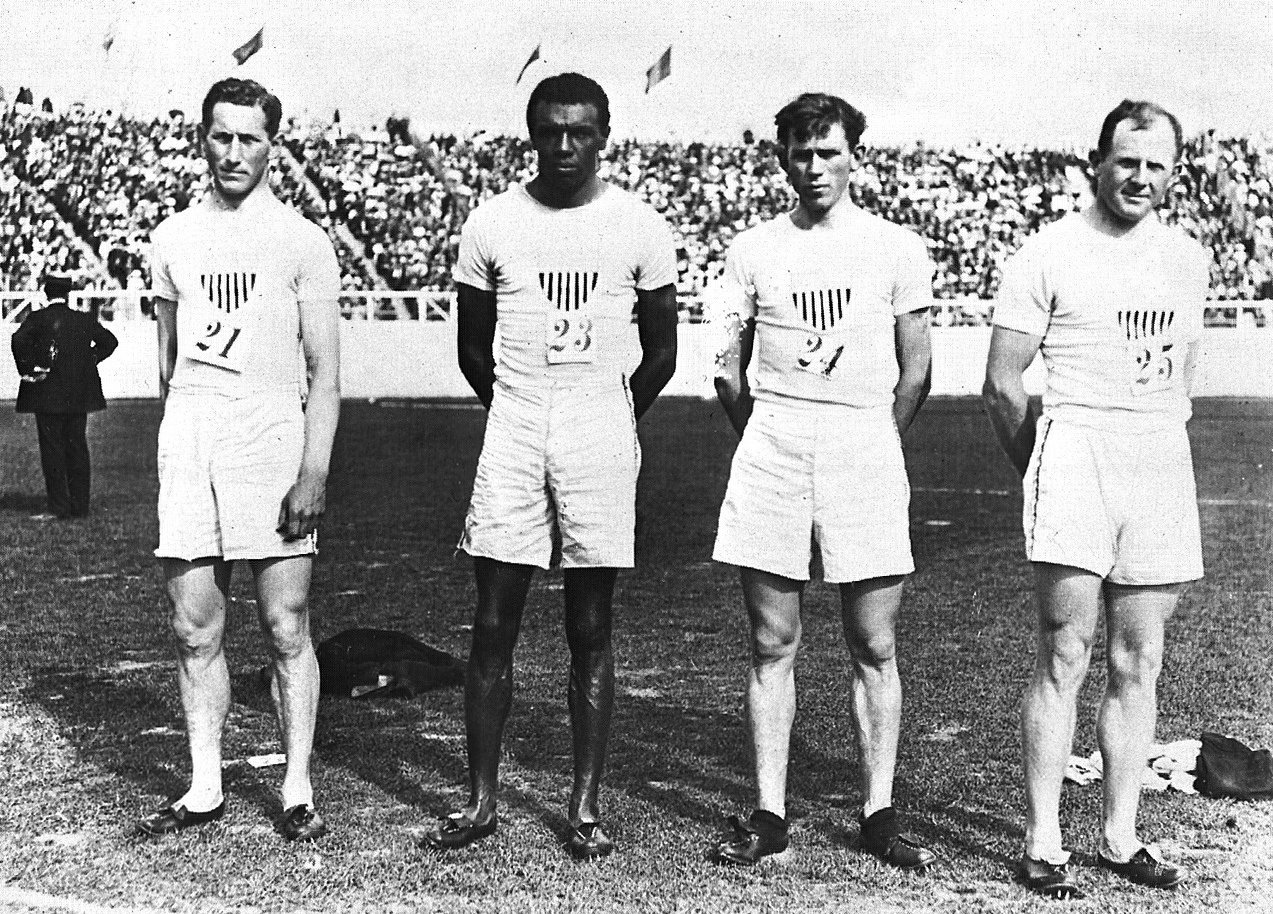
Die siegreiche US-Staffel, von links nach rechts: Nate Cartmell, John Taylor, Mel Sheppard, William Hamilton

Zu diesem Wettbewerb hatten sich sieben Staffeln mit insgesamt 29 Läufern angemeldet. Es war die erste Staffel überhaupt in der olympischen Geschichte, wurde in dieser Form aber nur ein einziges Mal ausgetragen. Gelaufen wurde in der Reihenfolge 200 m – 200 m – 400 m – 800 m. Es gab drei Vorläufe, deren Sieger sich für das Finale qualifizierten.

William Hamilton brachte die US-Staffel gleich in Führung und wechselte mit ca. sechs Metern Vorsprung auf Ungarn, knapp dahinter Deutschland. Mit dem nächsten Läufer baute die USA ihre Führung aus, auf den Plätzen zwei und drei änderte sich nichts. John Taylor war der weitaus Schnellste auf seinem 400-Meter-Part, die USA war uneinholbar vorn. József Nagy erarbeitete für den ungarischen Schlussläufer nach zunächst hartem Kampf mit Otto Trieloff ca. fünf Meter Vorsprung. Der deutsche Schlussläufer Hanns Braun, vorher bereits 800-Meter-Dritter, holte den Rückstand gegen den 800-Meter-Vierten Ödön Bodor sukzessive auf und sicherte mit seinem Schlussspurt Silber für die deutsche Staffel. Die Siegerzeit war schwächer als die Leistung des US-Teams aus dem im Vorlauf.

### 3-Meilen-Mannschaftslauf (4828 m)
| Platz | Land           | Athleten | Punkte |
| ----- | -------------- | --- | ------ |
| 1     | Großbritannien | Joe Deakin 14:35,6 (1.) Arthur Robertson 14:41,0 (2.) William Coales 14:41,6 (3.) außerhalb der Wertung: Harold Wilson 14:57,0 (5.) Norman Hallows 15:08,0 (7.) | 06     |
| 2     | USA            | John Eisele 14:41,8 (4.) George Bonhag 15:05,0 (6.) Herbert Trube 15:11,0 (9.) außerhalb der Wertung: Gayle Dull 15:27,0 (10.) Harvey Cohn 15:40,2 (12.)        | 19     |
| 3     | Frankreich     | Louis Bonniot de Fleurac 15:08,4 (8.) Joseph Dreher 15:40,0 (11.) Paul Lizandier 16:03,0 (13.) außerhalb der Wertung: Jean Bouin DNF Alexandre Fayollat DNF     | 32     |

Datum: 14. und 15. Juli

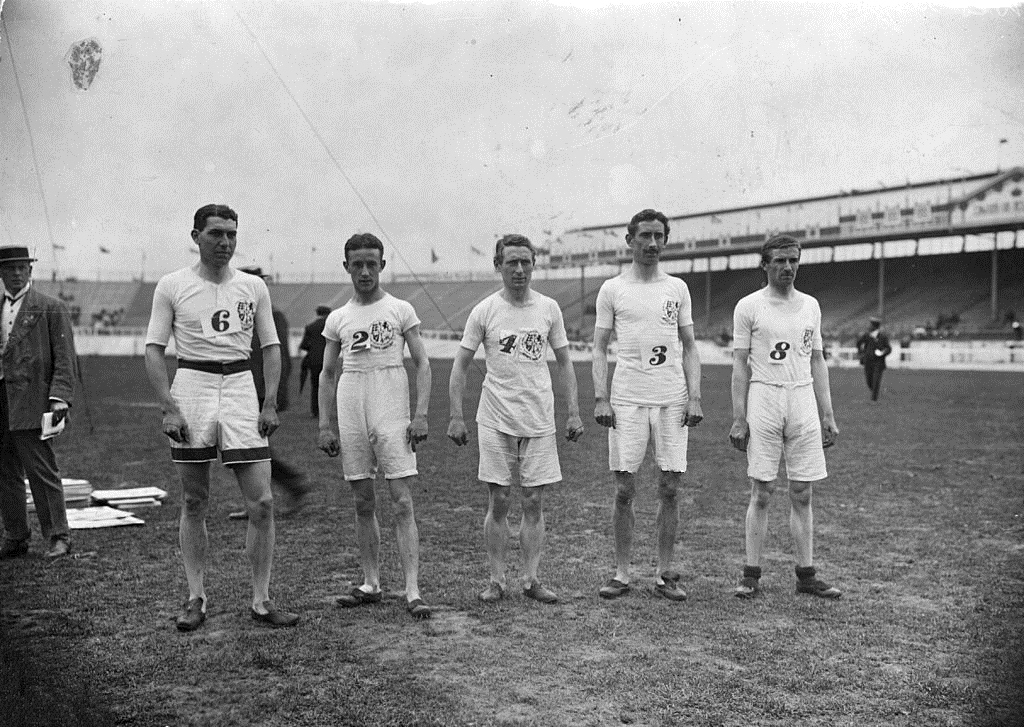
Das siegreiche britische Team, von links nach rechts: Norman Hallows, Harold Wilson, Joe Deakin, Archie Robertson, Wilfred Coales

Gemeldet waren sechs Mannschaften mit drei bis maximal fünf Läufern – insgesamt 28. Gewertet wurde nach Platzziffern, d. h. die Platzierungswerte wurden addiert, die Reihenfolge ergab sich aus den aufwärts sortierten Summen. Für die Wertung zählte die Leistung der drei besten Läufer einer Mannschaft.

Die Qualifikation für das Finale erfolgte in zwei Halbfinalläufen. Weiter kamen die jeweils beste Mannschaft sowie die bessere der beiden zweitplatzierten Mannschaften. Im Finale belegten die Briten Joe Deakin, Archie Robertson und William Coales die drei ersten Plätze, was die bestmögliche Punktzahl von 6 (1 + 2 + 3) ergab. Deakins Siegerzeit wurde zunächst mit 14:39,6 min gelistet, betrug jedoch tatsächlich 14:35,6 min.

### 3500 m Gehen
| Platz | Athlet              | Land | Zeit (min) |
| ----- | ------------------- | ---- | ---------- |
| 1     | George Larner       | GBR  | 14:55,0 OR |
| 2     | Ernest Webb         | GBR  | 15:07,4000 |
| 3     | Harry Kerr          | ANZ  | 15:43,4000 |
| 4     | George Goulding     | CAN  | 15:49,8000 |
| 5     | Albert Rowland      | ANZ  | 16:07,0000 |
| 6     | Charles Vestergaard | DEN  | 17:21,8000 |
| 7     | Einar Rothman       | SWE  | 17:50,0000 |
| DNF   | Ralph Harrison      | GBR  |            |
| DNF   | William Palmer      | GBR  |            |

Datum: 14. Juli

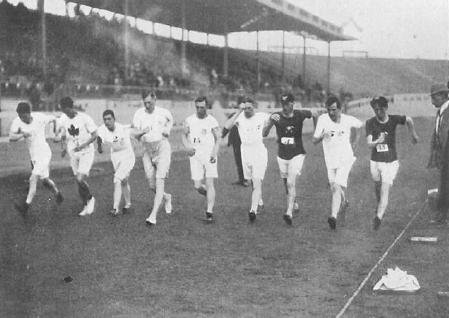
Start des ersten Gehwettbewerbs bei Olympischen Spielen

An diesem Wettbewerb nahmen 23 Geher aus sieben Ländern teil. Die Disziplin wurde auf der Rundbahn im Stadion ausgetragen, es handelte sich also um einen Wettbewerb im Bahngehen. Es gab drei Vorausscheidungen, bei denen sich jeweils die drei Schnellsten für das Finale qualifizierten. Dieses gewann der Brite George Larner vor seinem Landsmann Ernest Webb und dem für das Team Australien/Neuseeland startenden Harry Kerr.
Es war der erste Gehwettbewerb bei Olympischen Spielen überhaupt. Eine erste Vorpremiere hatte es zwei Jahre zuvor bei den Athener Zwischenspielen gegeben.

### 10 Meilen Gehen (16.093 m)

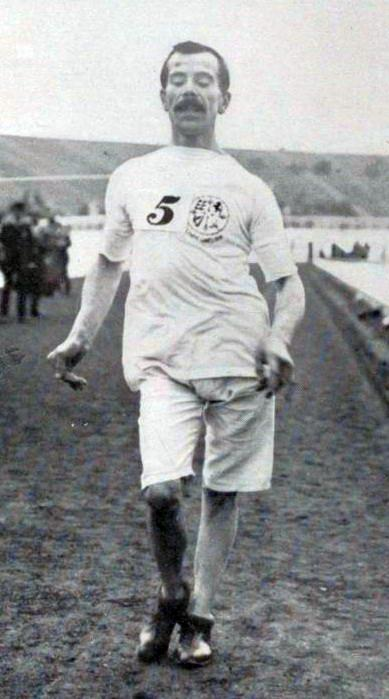
George Larner gewann beide Gehwettbewerbe

| Platz | Athlet         | Land | Zeit (h)     |
| ----- | -------------- | ---- | ------------ |
| 1     | George Larner  | GBR  | 1:15:57,4 WR |
| 2     | Ernest Webb    | GBR  | 1:17:31,0000 |
| 3     | Edward Spencer | GBR  | 1:21:20,2000 |
| 4     | Frank Carter   | GBR  | 1:21:20,2000 |
| 5     | Ernest Larner  | GBR  | 1:24:26,2000 |
| DNF   | William Palmer | GBR  |              |
| DNS   | Ralph Harrison | GBR  |              |
| DNS   | Harry Kerr     | ANZ  |              |

Datum: 16. und 17. Juli
Auch dieser Gehwettbewerb wurde in Form des Bahngehens ausgetragen. Es nahmen 25 Geher aus acht Ländern teil. Diese ermittelten in zwei Vorausscheidungen die Finalteilnehmer, wobei sich die jeweils vier Schnellsten qualifizierten. Zum Finale traten ausschließlich Briten an, da der für Australasien startende Harry Kerr – Dritter über 3500 Meter – neben dem Briten Ralph Harrison auf einen Start verzichtete. George Larner war seinen Konkurrenten deutlich überlegen und gewann damit seine zweite Goldmedaille. Dabei stellte er einen Weltrekord auf.

### Hochsprung

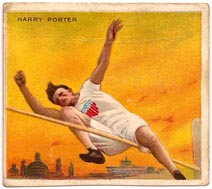
Olympiasieger Harry Porter auf einer Werbekarte aus dem Jahr 1910

| Platz | Athlet         | Land | Höhe (m) |
| ----- | -------------- | ---- | -------- |
| 1     | Harry Porter   | USA  | 1,905 OR |
| 2     | Con Leahy      | GBR  | 1,880000 |
| 2     | István Somodi  | HUN  | 1,880000 |
| 2     | Géo André      | FRA  | 1,880000 |
| 5     | Herbert Gidney | USA  | 1,853000 |
| 5     | Tom Moffitt    | USA  | 1,853000 |
| 7     | Neil Patterson | USA  | 1,830000 |

Datum: 21. Juli
Es nahmen 22 Springer aus zehn Ländern an diesem Wettbewerb teil. Die sieben Besten der Qualifikation erreichten das Finale. Es gewann der US-Amerikaner Harry Porter, der nach gefallener Entscheidung dreimal erfolglos versuchte, den Weltrekord seines Landsmanns Mike Sweeney – aufgestellt im Jahr 1895 mit 1,97 m – zu verbessern. Drei Springer teilten sich den zweiten Platz. Im Gegensatz zu heute hatte die Anzahl der Fehlversuche keinen Einfluss auf das Endergebnis, es gab noch keine Fehlversuchs- oder Mehrversuchsregel und nachdem sich in einem Stechen um Platz zwei Somodi, Leahy und André nicht mehr hatten verbessern können, wurden sie gemeinsam zu Gewinnern der Silbermedaille erklärt.

### Stabhochsprung
| Platz | Athlet           | Land | Höhe (m) |
| ----- | ---------------- | ---- | -------- |
| 1     | Edward Cook      | USA  | 3,71 ORe |
| 1     | Alfred Gilbert   | USA  | 3,71 ORe |
| 3     | Edward Archibald | CAN  | 3,580000 |
| 3     | Charles Jacobs   | USA  | 3,580000 |
| 3     | Bruno Söderström | SWE  | 3,580000 |
| 6     | Georgios Banikas | GRE  | 3,500000 |
| 6     | Samuel Bellah    | USA  | 3,500000 |
| 8     | Kálmán Szathmáry | HUN  | 3,350000 |

Datum: 24. Juli
Vierzehn Springer aus sieben Ländern nahmen an diesem Wettbewerb teil. Nicht anwesend war Walter Dray, Weltrekordhalter mit 3,80 m. Angeblich hatte er auf Anraten seiner Mutter auf die Reise nach London verzichtet, da sie fürchtete, ihr Sohn könnte sich verletzen. Die acht Besten der Qualifikation kamen ins Finale. Als der Wettkampf in die entscheidende Phase kam, konzentrierten sich die Zuschauer nur auf das dramatische Ende des Marathonlaufs. Die Kampfrichter verzichteten auf ein Stechen, weshalb wegen Höhengleichheit zwei Gold- und drei Bronzemedaillen verliehen wurden. Es gewannen die beiden US-Amerikaner Edward Cook, mit achtzehn Jahren einer der jüngsten Olympiasieger von 1908, und der 24-jährige Alfred Gilbert. Beide stellten dabei Cooks olympischen Rekord aus der Qualifikation ein. Den geteilten dritten Platz belegten der US-Amerikaner Clare Jacobs, der Schwede Bruno Söderström und der Kanadier Edward Archibald.

### Weitsprung
| Platz | Athlet               | Land | Weite (m) |
| ----- | -------------------- | ---- | --------- |
| 1     | Frank Irons          | USA  | 7,48 OR   |
| 2     | Daniel Kelly         | USA  | 7,09000   |
| 3     | Calvin Bricker       | CAN  | 7,08000   |
| 4     | Edward Cook          | USA  | 6,97000   |
| 5     | John Brennan         | USA  | 6,86000   |
| 6     | Frank Mount Pleasant | USA  | 6,82000   |
| 7     | Albert Weinstein     | GER  | 6,77000   |
| 8     | Tim Ahearne          | GBR  | 6,72000   |

Datum: 22. Juli

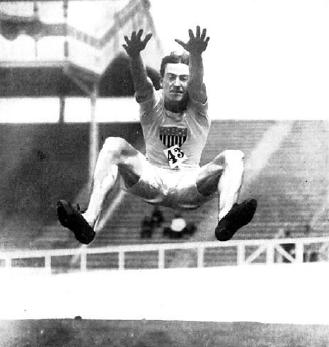
Olympiasieger Frank Irons

Zu diesem Wettbewerb traten 31 Springer aus neun Ländern an. In der Qualifikation hatte jeder drei Versuche. Diese wurden in der Endwertung mitgezählt. Die drei Besten erhielten daraufhin drei weitere Versuche, doch nur der spätere Sieger Frank Irons konnte sich noch verbessern. Sein Landsmann Daniel Kelly gewann Silber, der Kanadier Calvin Bricker errang Bronze. Bricker wurde vier Jahre später in Stockholm Olympiazweiter. Stabhochsprungolympiasieger Edward Cook wurde hier im Weitsprung Vierter.

### Dreisprung
| Platz | Athlet               | Land | Weite (m) |
| ----- | -------------------- | ---- | --------- |
| 1     | Tim Ahearne          | GBR  | 14,92 OR  |
| 2     | Garfield MacDonald   | CAN  | 14,76000  |
| 3     | Edvard Larsen        | NOR  | 14,39000  |
| 4     | Calvin Bricker       | CAN  | 14,09000  |
| 5     | Platt Adams          | USA  | 14,07000  |
| 6     | Frank Mount Pleasant | USA  | 13,97000  |
| 7     | Karl Fryksdahl       | SWE  | 13,65000  |
| 8     | John Brennan         | USA  | 13,59000  |

Datum: 25. Juli
An diesem Wettbewerb nahmen zwanzig Springer aus acht Ländern teil. Zum ersten Mal überhaupt war die Abfolge des Beineinsatzes im Reglement in derselben Form wie heute exakt festgehalten, das heißt links – links – rechts oder rechts – rechts – links. Jeder Teilnehmer hatte in der Qualifikation drei Versuche, die drei Besten erhielten drei weitere. Tim Ahearne siegte mit olympischem Rekord, der zunächst auch als Weltrekord ausgerufen wurde. Doch in detaillierten Recherchen stellte sich heraus, dass der Ire John Breshnihan bereits 1906 regelgerechte 15,34 m gesprungen war.

### Standhochsprung
| Platz | Athlet                   | Land | Höhe (m) |
| ----- | ------------------------ | ---- | -------- |
| 1     | Ray Ewry                 | USA  | 1,57     |
| 2     | John Biller              | USA  | 1,55     |
| 2     | Konstantinos Tsiklitiras | GRE  | 1,55     |
| 4     | Frank Holmes             | USA  | 1,52     |
| 5     | Platt Adams              | USA  | 1,47     |
| 5     | Géo André                | FRA  | 1,47     |
| 5     | Alfred Motté             | FRA  | 1,47     |
| 8     | Léon Dupont              | BEL  | 1,42     |
| 8     | Walter Henderson         | GBR  | 1,42     |
| 8     | Wilhelm Blystad          | NOR  | 1,42     |
| 8     | Frank Irons              | USA  | 1,42     |
| 8     | Arthur Mallwitz          | GER  | 1,42     |
| 8     | Svend Langkjær           | DEN  | 1,42     |

Datum: 23. Juli

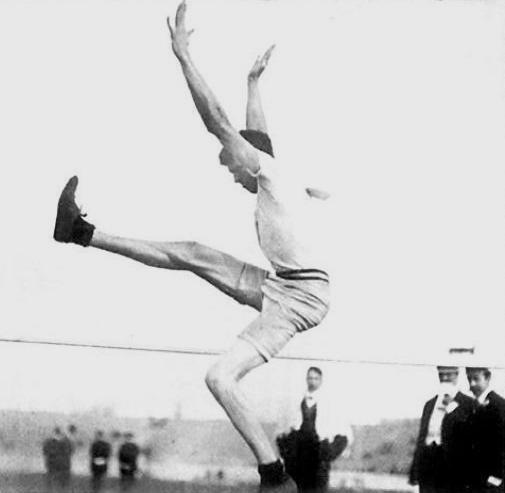
Der achtfache Olympiasieger Raymond Ewry

Am Hochsprung aus dem Stand nahmen 22 Springer aus elf Ländern teil. Zu Beginn des Wettkampfs gab es drei Qualifikationssprünge; die besten Acht kamen weiter und hatten weitere drei Versuche zur Verfügung. Auch wenn seine Überlegenheit nicht mehr so deutlich war, gewann wie schon 1900 und 1904 auch hier der Standsprungspezialist Raymond Ewry, der damit seine insgesamt achte Goldmedaille errang. Er hatte sämtliche Standsprungkonkurrenzen, die bisher jemals bei Olympischen Spielen ausgetragen worden waren, für sich entschieden und auch hier in London war er zuvor Sieger im Standweitsprung geworden.

### Standweitsprung
| Platz | Athlet                   | Land | Weite (m) |
| ----- | ------------------------ | ---- | --------- |
| 1     | Ray Ewry                 | USA  | 3,33      |
| 2     | Konstantinos Tsiklitiras | GRE  | 3,23      |
| 3     | Martin Sheridan          | USA  | 3,22      |
| 4     | John Biller              | USA  | 3,21      |
| 5     | Ragnar Ekberg            | SWE  | 3,19      |
| 6     | Platt Adams              | USA  | 3,11      |
| 6     | Frank Holmes             | USA  | 3,11      |

Datum: 20. Juli
Es nahmen 25 Springer aus elf Ländern am Weitsprung aus dem Stand teil. Raymond Ewry wurde auch hier seiner Favoritenrolle gerecht und gewann mit zehn Zentimetern Vorsprung vor Kostas Tsiklitiras. Dieser aus Pylos stammende Grieche hatte Ewry zwei Jahre zuvor bei den Olympischen Zwischenspielen 1906 in Athen gesehen und war so zu diesem Sport gekommen.

### Kugelstoßen

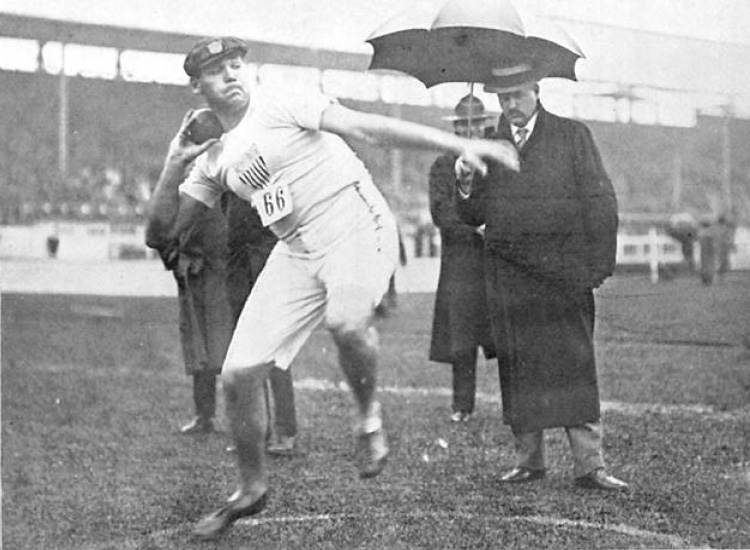
Olympiasieger Ralph Rose. der im Kugelstoßen über Jahre hinweg eine dominante Rolle spielte

| Platz | Athlet         | Land | Weite (m) |
| ----- | -------------- | ---- | --------- |
| 1     | Ralph Rose     | USA  | 14,21     |
| 2     | Denis Horgan   | GBR  | 13,62     |
| 3     | John Garrels   | USA  | 13,18     |
| 4     | Wesley Coe     | USA  | 13,07     |
| 5     | Edward Barrett | GBR  | 12,89     |
| 6     | Bill Horr      | USA  | 12,83     |
| 7     | Jalmari Sauli  | FIN  | 12,58     |
| 8     | Lee Talbott    | USA  | 11,63     |

Datum: 16. Juli
26 Teilnehmer aus acht Ländern waren bei diesem Wettkampf anwesend. In der Qualifikation hatte jeder drei Versuche, die besten Drei danach nochmals drei Versuche. Der Weltrekordhalter und Olympiasieger von 1904 Ralph Rose galt als haushoher Favorit und erfüllte die Erwartungen. Der Ire Denis Horgan, dem 1900 und 1904 als damaliger Weltrekordler die Teilnahme an den olympischen Wettbewerben verwehrt geblieben war, konnte sich hier endlich der Konkurrenz stellen. Als 39-Jähriger war er nun zwar über seinen Leistungszenit hinaus, konnte aber immerhin eine Silbermedaille mitnehmen. Er startete für Großbritannien.
In der Literatur von zur Megede gibt es Abweichungen, die im Hauptartikel zu dieser Disziplin detailliert dargestellt sind.

### Diskuswurf (freier Stil)
| Platz | Athlet          | Land | Weite (m) |
| ----- | --------------- | ---- | --------- |
| 1     | Martin Sheridan | USA  | 40,89 OR  |
| 2     | Merritt Giffin  | USA  | 40,70000  |
| 3     | Bill Horr       | USA  | 39,45000  |
| 4     | Verner Järvinen | FIN  | 39,43000  |
| 5     | Arthur Dearborn | USA  | 38,52000  |
| 6     | Lee Talbott     | USA  | 38,40000  |
| 7     | György Luntzer  | HUN  | 38,34000  |
| 8     | André Tison     | FRA  | 38,30000  |

Datum: 16. Juli
An diesem Wettbewerb nahmen 42 Werfer aus elf Ländern teil. Der Freistil entspricht der heute üblichen Wurfweise mit Körperdrehung. Der Wurfkreis hatte einen Durchmesser von 2,50 Metern. Jeder Teilnehmer hatte zunächst drei Versuche. Den drei Besten standen anschließend drei weitere Versuche zu. Es gab einen dreifachen US-amerikanischen Sieg, obwohl Weltrekordhalter Arthur Dearborn nur den fünften Platz erreichte.
In den Quellen gibt es einige kleinere und zwei größere Abweichungen, die im ausführlichen Bericht zu dieser Disziplin detailliert beschrieben sind.

### Diskuswurf (griechischer Stil)

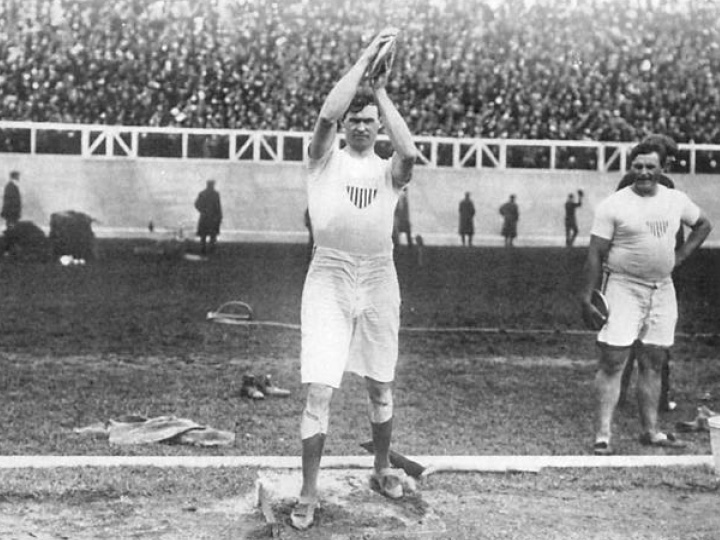
Diskuswurf-Doppelolympiasieger von 1908 Martin Sheridan, auch Goldmedaillengewinner von 1904 und bei den Zwischenspielen 1906

| Platz | Athlet              | Land | Weite (m) |
| ----- | ------------------- | ---- | --------- |
| 1     | Martin Sheridan     | USA  | 38,00     |
| 2     | Bill Horr           | USA  | 37,32     |
| 3     | Verner Järvinen     | FIN  | 36,48     |
| 4     | Arthur Dearborn     | USA  | 35,65     |
| 5     | Michalis Dorizas    | GRE  | 33,34     |
| 6     | Nikolaos Georgandas | GRE  | 33,20     |
| 7     | István Mudin        | HUN  | 33,11     |
| 8     | Wilbur Burroughs    | USA  | 32,81     |

Datum: 18. Juli
23 Werfer aus acht Ländern nahmen an diesem Wettbewerb teil. Jeder Teilnehmer hatte in der Qualifikation drei Versuche, die drei Besten hatten weitere drei Versuche zur Verfügung. Eingeführt worden war dieser Wettbewerb bei den Olympischen Zwischenspielen 1906 in Athen und verschwand nach 1908 wieder in der Versenkung. Zur Ausführung dieses Werfens gibt es unterschiedliche Darstellungen. Den Quellen zufolge kam dabei ein Podest der Maße 80 × 70 cm zum Einsatz, welches hinten 15 cm und in Wurfrichtung 5 cm hoch war, Genaueres dazu im Hauptartikel zu dieser Disziplin. Auch die in den Quellen abweichenden Angaben sind dort detailliert beschrieben.
Hier in London siegte wie bereits im freien Stil der US-Amerikaner Martin Sheridan. Marquis Bill Horr, Bronzemedaillengewinner des Diskuswurfs im freien Stil, gewann diesmal Silber. Verner Järvinen, Vater der beiden späteren Weltklasseleichtathleten Matti Järvinen – Speerwerfer und Akilles Järvinen – Zehnkämpfer, errang die Bronzemedaille, nachdem er mit dem Diskus im freien Stil den vierten Platz belegt hatte.

### Hammerwurf

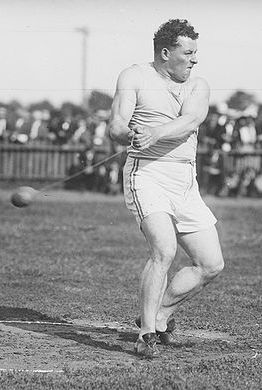
Dritter Olympiasieg in Folge für John Flanagan

| Platz | Athlet        | Land | Weite (m) |
| ----- | ------------- | ---- | --------- |
| 1     | John Flanagan | USA  | 51,92 OR  |
| 2     | Matt McGrath  | USA  | 51,18000  |
| 3     | Con Walsh     | CAN  | 48,50000  |
| 4     | Tom Nicolson  | GBR  | 48,09000  |
| 5     | Lee Talbott   | USA  | 47,87000  |
| 6     | Bill Horr     | USA  | 46,95000  |
| 7     | Simon Gillis  | USA  | 45,59000  |
| 8     | Eric Lemming  | SWE  | 43,06000  |

Datum: 14. Juli
Beteiligt waren neunzehn Werfer aus acht Ländern. Jedem Teilnehmer wurden drei Versuche zugestanden, die drei Besten erhielten drei weitere Versuche. Der Weltrekordhalter und Olympiasieger von 1904 John Flanagan galt als großer Favorit, doch erst mit seinem letzten Wurf konnte er sich an die Spitze setzen. Damit gewann Flanagan sämtliche olympische Hammerwurfwettbewerbe, seitdem diese Disziplin im Jahr 1900 ins olympische Programm gekommen war.

### Speerwurf (freier Stil)
| Platz | Athlet             | Land | Weite (m) |
| ----- | ------------------ | ---- | --------- |
| 1     | Eric Lemming       | SWE  | 54,44 OR  |
| 2     | Michalis Dorizas   | GRE  | 51,36000  |
| 3     | Arne Halse         | NOR  | 49,73000  |
| 4     | Charalambos Zouras | GRE  | 48,61000  |
| 5     | Hugo Wieslander    | SWE  | 47,55000  |
| 6     | Armas Pesonen      | FIN  | 46,04000  |
| 7     | Imre Mudin         | HUN  | 45,96000  |
| 8     | Jalmari Sauli      | FIN  | 43,30000  |

Datum: 15. Juli
33 Werfer aus neun Ländern beteiligten sich an diesem Wettbewerb. Bei der Freistilvariante, die wie die Mittelgriffversion schon bei den Olympischen Zwischenspielen 1906 im Programm gestanden hatte, hielten die Werfer den Speer mit ausgestrecktem Arm am hinteren Ende. Während des Anlaufs wurde das Wurfgerät an die vordere Schulter gelehnt und mit der freien Hand gehalten. Beim Abwurf schleuderte der Athlet den Speer schließlich aus dem weiterhin gestreckten Arm von hinten heraus nach oben vorn. Diese Speerwurfvariante wurde bei Olympischen Spielen hier in London einmalig ausgetragen. Aus der unten genannten Literatur sagt Kluge dazu im Gegensatz zu zur Megede allerdings, dass die Mehrheit der Teilnehmer den heute üblichen "Mittelgriff" anwendete und dass keine besondere Technik vorgeschrieben war.
Eric Lemming siegte überlegen und gewann seine erste Goldmedaille.

### Speerwurf (Mittelgriff)
| Platz                    | Athlet             | Land | Weite (m) |
| ------------------------ | ------------------ | ---- | --------- |
| 1                        | Eric Lemming       | SWE  | 54,83 OR  |
| 2                        | Arne Halse         | NOR  | 50,57000  |
| 3                        | Otto Nilsson       | SWE  | 47,11000  |
| 4                        | Aarne Salovaara    | FIN  | 45,89000  |
| 5                        | Armas Pesonen      | FIN  | 45,17000  |
| 6                        | Juho Halme         | FIN  | 44,96000  |
| 7                        | Jalmari Sauli      | FIN  | k. A.000  |
| Wei- tere Teil- neh- mer | Carl Bechler       | GER  | k. A.000  |
| Wei- tere Teil- neh- mer | Evert Jakobsson    | FIN  | k. A.000  |
| Wei- tere Teil- neh- mer | John Johansen      | NOR  | k. A.000  |
| Wei- tere Teil- neh- mer | Jarl Jakobsson     | FIN  | k. A.000  |
| Wei- tere Teil- neh- mer | Charalambos Zouras | GRE  | k. A.000  |
| Wei- tere Teil- neh- mer | Ernest May         | GBR  | k. A.000  |
| Wei- tere Teil- neh- mer | Henry Leeke        | GBR  | k. A.000  |
| Wei- tere Teil- neh- mer | Hugo Wieslander    | SWE  | k. A.000  |
| Wei- tere Teil- neh- mer | Jimmy Tremeer      | GBR  | k. A.000  |

Datum: 17. Juli

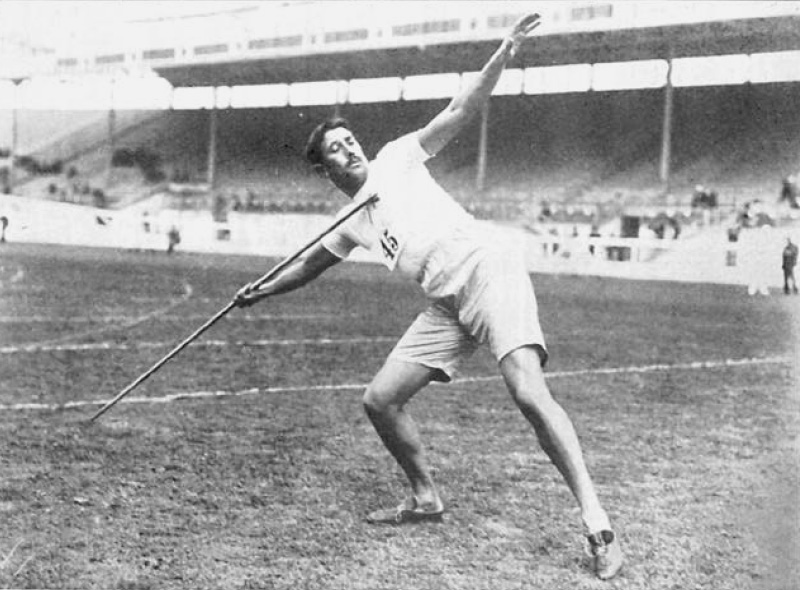
Der Speerwurf-Doppelolympiasieger von London Eric Lemming

Sechzehn Werfer aus sechs Ländern nahmen an diesem Wettbewerb teil. Der Speerwurf war 1908 zum ersten Mal Teil des olympischen Programms, nachdem er bei den Olympischen Zwischenspielen 1906 eine Vorpremiere hatte. Bei der Variante Mittelgriff musste der Werfer den Speer in der Mitte halten und aus dieser Griffposition heraus werfen, was auch dem heute üblichen Wurfstil entspricht. Jeder Werfer hatte in der Qualifikation drei Versuche, in dem ausschließlich von Skandinaviern besetzten Finale gab es nochmals je drei Versuche. Der Schwede Eric Lemming siegte mit deutlichem Vorsprung.
Auch hier finden sich in den Quellen teilweise abweichende Angaben zu den Resultaten und zur Anwendung der Technik – Genaueres dazu im Hauptartikel zu dieser Disziplin.